# 1483
- Wikisource

| Calendário gregoriano                                                        | 1483 MCDLXXXIII                                       |
| Ab urbe condita                                                              | 2236                                                  |
| Calendário arménio                                                           | 932 – 933                                             |
| Calendário bahá'í                                                            | -361 – -360                                           |
| Calendário budista                                                           | 2027                                                  |
| Calendário chinês                                                            | 4179 – 4180 Início a 8 de fevereiro (aproximadamente) |
| Calendário copta                                                             | 1199 – 1200                                           |
| Calendário etíope                                                            | 1475 – 1476                                           |
| Calendários hindus - Vikram Samvat - Calendário nacional indiano - Cáli Iuga | 1538 – 1539 1404 – 1405 4583 – 4584                   |
| Calendário Holoceno                                                          | 11483                                                 |
| Calendário islâmico                                                          | 888 – 889                                             |
| Calendário judaico                                                           | 5243 – 5244                                           |
| Calendário persa                                                             | 861 – 862                                             |
| Calendário rúnico                                                            | 1733                                                  |
| Calendário solar tailandês                                                   | 2026                                                  |

1483 (MCDLXXXIII, na numeração romana) foi um ano comum do século XV do Calendário Juliano, da Era de Cristo, e a sua letra dominical foi E (52 semanas), teve início a uma quarta-feira, terminou também a uma quarta-feira.
| Ano completo                        |
| ----------------------------------- |
| Ano comum com início à quarta-feira |

## Eventos
- Diogo Cão, navegador português, alcança a foz do Rio Congo
- Data tida como provável chegada de colonos à Calheta, ilha de São Jorge, Açores.
- Envio de uma carta de sentença do Duque D. Diogo a Frei Nuno Gonçalves, Vigário da Madeira.
- 13 de Janeiro, aparece pela primeira vez em documentação (uma escritura de compra e venda), uma referência a Angra como sendo vila.
- 4 de Maio - Doação da Capitania da ilha de São Jorge a João Vaz Corte-Real.
- 29 de Maio - D- Fernando II, Duque de Bragança foi preso e arrastado para a morte a mando de D. João II de Portugal.
- 23 de Junho - O Papa Sisto IV profere a excomunhão e o interdito à República de Veneza.
- 3 de Julho - Instituição do hospital de Vila Franca do Campo, ilha de São Miguel, em virtude do testamento de Isabel Gonçalves.
- 6 de Julho - Ricardo III coroado Rei de Inglaterra
- 9 de Agosto - Inauguração da Capela Sistina.
- 21 de Dezembro - Fundação da Casa dos Vinte e Quatro Mestres do Funchal.

## Nascimentos
- Rafael Sanzio, pintor italiano
- Martinho Lutero, reformista protestante

## Mortes
- 9 de Abril - Rei Eduardo IV de Inglaterra.
- 20 de Junho - Fernando II, 3º Duque de Bragança, executado, acusado de traição ao rei D. João II.
- 27 de Agosto - Morte do Duque D. Diogo, passando o senhorio do Arquipélago da Madeira para o seu irmão D. Manuel, Duque de Beja.